# David Cerutti
Luis David Cerutti (Morteros, Argentina. 20 de septiembre de 1974) es un futbolista argentino retirado. Juega de delantero y su último equipo fue el The Strongest de la Liga de Fútbol Profesional Boliviano, actualmente ejerce como ayudante técnico de Jose Luis Villarreal.

## Clubes
| Club                            | País      | Año         |
| ------------------------------- | --------- | ----------- |
| Belgrano                        | Argentina | 1996 - 2001 |
| Juventud Antoniana              | Argentina | 2001 - 2004 |
| Club Atlético Chacarita Juniors | Argentina | 2004-2005   |
| General Paz Juniors             | Argentina |             |
| CD Olmedo                       | Ecuador   |             |
| CA Sarmiento de Junín           | Argentina |             |
| Universitario                   | Bolivia   |             |
| Club L´Escala FC                | España    | 2007        |
| San José                        | Bolivia   | 2008        |
| The Strongest                   | Bolivia   | 2009        |